# Arsenal Miguel de Azcuénaga (centro clandestino de detención)
La Compañía de Arsenales 5 «Miguel de Azcuénaga» (Ca Ars 5) del Ejército Argentino, o simplemente Arsenal «Miguel de Azcuénaga», albergó un centro clandestino de detención, entre 1976 y 1977, durante el terrorismo de Estado en la Argentina. Integraba un circuito represivo constituido por otros centros de detención en la provincia.
Estaba enmarcado en el área de la Subzona 32, cuyo comando estaba en la V Brigada de Infantería con asiento en Tucumán.
Se localizaba en Ruta Nacional 9 km 1301, Las Talitas, provincia de Tucumán. En 2008 fue señalizado como sitio de la memoria en cumplimiento de la ley n.º 26 691.
El 13 de diciembre de 2013 el Tribunal Oral en lo Criminal Federal de Tucumán condenó a 37 militares y policías por delitos de lesa humanidad cometidos en los centros de detención de la Jefatura de Policía y del Arsenal «Miguel de Azcuénaga».